# Ropebrake Pass
Ropebrake Pass är ett bergspass i Antarktis. Det ligger i Västantarktis. Nya Zeeland gör anspråk på området. Ropebrake Pass ligger 1 445 meter över havet.
Terrängen runt Ropebrake Pass är lite bergig. Trakten är obefolkad. Det finns inga samhällen i närheten.